# Systra
Systra ist ein französisches Ingenieurbüro für Beratung und Bauleitung für die Konstruktion und die Entwicklung von Bahnverkehr und städtischem schienengebundenen ÖPNV mit Sitz in Paris. Systra ist ein gemeinsames Tochterunternehmen der SNCF und der RATP.

## Überblick
Eine Gruppe von internationalen Ingenieur- und Beratungsbüros beschäftigt sich mit dem Tätigkeitsfeld umweltverträglicher Mobilität. Sie ist weltweit bekannt für ihre Expertisen, die Bauleitung und die Beratung im Stadt- und Bahnverkehr, insbesondere auch für den Hochgeschwindigkeitsverkehr. Mit mehr als 2500 Mitarbeitern arbeitet Systra weltweit in über 150 Ländern in ca. 350 Städten.

## Projekte
Seit 1967 entwickelt SYSTRA das U-Bahn-Netz von Mexiko-Stadt mit und seit 1968 auch in Santiago-de-Chile. Im Jahr 1970 erfolgten erste Arbeiten in Kairo (städtischer Verkehrsplan) später die Detailstudien zur U-Bahn-Linie 1 Kairo.
Seit 1974 erfolgten Studien zur vollautomatischen Kleinraum-U-Bahn VAL in Lille (Frankreich), später auch die VAL-Systeme in Taipei (Taiwan), Turin, Rennes und Toulouse (Frankreich) sowie die vollautomatische Linie 14 in Paris. SYSTRA wird das führende Ingenieurbüro bei der Entwicklung vollautomatischer U-Bahn-Systeme.
Seit 1988 war SYSTRA an den Planungen und dem Bau des Ärmelkanaltunnels sowie der ersten Hochgeschwindigkeitsstrecke in Großbritannien beteiligt.

## Organisationsstruktur von SYSTRA
SYSTRA untergliedert sich in eine Direktion Ingenieurwesen („Direction de l’Ingénierie“), eine Direktion Beratung („Systra Conseil“) vier große regionale Handelsdirektionen sowie Abteilungen für den technischen und administrativen Support.
Des Weiteren gehören zahlreiche Filialen zur Systra-Gruppe.

### Direktion Beratung („Systra Conseil“)
Die Direktion Beratung wurde am 1. März 2009 gegründet und beruht in großen Teilen auf der vormaligen Planungsabteilung, die zuvor der Direktion Ingenieurwesen zugeordnet war. Die Tätigkeitsfelder im Stadt- und Bahnverkehr sind sehr umfangreich: Strategie-Studien, Machbarkeitsstudien, Tariffragen, Vor-, Detail- und Ausführungsstudien für Straßenbahnen, Konzeption von Umsteigeknoten (Bus/Straßenbahn/Bahn/Fahrrad/Parken), Optimierungsstudien für die Linienbedienung, Studien zum interkommunalen und Regionalverkehr, ERTMS und Ticketing, Wirtschaftlichkeitsstudien, Consulting, Projektassistenz, Weiterbildung von Behörden und von Bestellern von SPNV.

### Direktion des Ingenieurwesens („Direction de l’Ingénierie“)
Die Direktion des Ingenieurwesens besteht aus den drei Abteilungen „Tunnel- und Hochbau, Brücken (GCOA)“, „Ausstattung und Transportsysteme (EST)“ sowie „Projektmanagement“.

### Regionale Handelsdirektionen
Die Filialen der Systra-Gruppe sind den vier regionalen Handelsdirektionen Region Frankreich («FRA»), Region Europa («EUR»), Region Afrika–Amerika–Mittlerer Osten («AMA») und Region Asien-Pazifik («APA») zugeordnet.

### Technischer und administrativer Support
- Finanz- und Rechtsdirektion,
- Personaldirektion,
- Qualitätsmanagement,
- PR-Abteilung.[5]